# Valentine de Saint-Point
Valentine de Saint-Point (née Anna Jeanne Valentine Marianne Vercell à Lyon 2e le 16 février 1875 et morte au Caire le 28 mars 1953) est une femme de lettres et artiste française.
Elle est une figure importante de la Belle Époque. Écrivaine, poétesse, peintre, dramaturge, critique d'art, chorégraphe, conférencière, journaliste, et féministe, elle organisa des spectacles de ballets au Metropolitan Opera de New York avant de s'installer au Caire en 1924, alors qu'elle s'était déjà convertie à l'islam sous le nom de Raouhya Nour-el Dine.
Connue pour être la première femme à avoir rédigé un manifeste futuriste, Le Manifeste de la femme futuriste, elle est aussi, avec La Métachorie, à l'origine de la performance. Des salons parisiens et mouvements littéraires et artistiques de la Belle Époque au militantisme politique et social de ses premières années cairotes, la vie et l'œuvre de Valentine de Saint-Point témoignent d'un singulier itinéraire, de l'Occident à l'Orient.

## Biographie

### La naissance d'une artiste
Née en 1875, fille unique d'Alice de Glans de Cessiat et Charles-Joseph Vercell, Valentine est, par ascendance maternelle, arrière-petite-nièce du poète Alphonse de Lamartine,,,. Le pseudonyme de Saint-Point qu'elle prit lors de son entrée dans le monde littéraire fait référence au château de son célèbre ancêtre. 
En 1883, son père meurt. Alice de Glans de Cessiat regagne alors Mâcon avec sa fille, qui y grandit entourée de sa grand-mère et de son précepteur. En janvier 1893, Valentine épouse Florian Théophile Perrenot, professeur, de 14 ans son aîné, qu'elle va suivre au gré de ses mutations. L'année suivante, il est nommé à Lons-le-Saunier où Valentine rencontre Charles Dumont, professeur de philosophie et collègue de son mari, qui devient son amant. En 1897, Perrenot est nommé en Corse. C'est la première rencontre entre Valentine et la Méditerranée. Une dernière mutation le conduit à Niort où il meurt l'été 1899,.
La jeune veuve de 24 ans se rend à Paris où elle retrouve Charles Dumont, futur ministre de la IIIe République. Ils se marient le 5 juin 1900 à la mairie du 1er arrondissement,. Dès 1902, elle organise un salon littéraire où vont se côtoyer Gabriele D'Annunzio qui la surnomme « la muse pourpre », Rachilde, Natalie Clifford Barney, Paul Fort, Gabriel Tarde qui voit en elle « une aimable folie de la nature », Mucha et Auguste Rodin pour lesquels elle pose, ainsi que d'autres artistes et hommes politiques. L'amitié qui la lie au célèbre sculpteur aura beaucoup d'importance dans sa vie artistique, comme en témoigne leur correspondance. Il l'appelle la « déesse de chair de son inspiration de marbre », elle admire son œuvre qu'elle célébrera par des poèmes, un article, « La double personnalité d'Auguste Rodin », publié dans La Nouvelle Revue en novembre 1906, ainsi que par des conférences. Il sera l'invité d'honneur de ses soirées, contribuant par sa présence à les rendre prestigieuses[réf. nécessaire].
En 1903, au cours d'une de ces séances de spiritisme en vogue à l'époque, elle rencontre le poète Ricciotto Canudo. Peu de temps après, elle demande le divorce à ses torts, qui est prononcé le 20 janvier 1904. Plusieurs raisons vont circuler ; le fait qu'elle ait posé presque nue pour Mucha et Rodin, ainsi que la cour assidue de Canudo. L'intéressée dira qu'elle désirait se consacrer à sa vocation artistique, et qu'elle souhaitait vivre en toute indépendance. Elle prend alors le nom de Valentine de Saint-Point et vit une union libre avec Canudo qui soutient activement ses débuts littéraires.
En janvier 1905, elle fait paraître dans La Nouvelle Revue un article intitulé « Lamartine inconnu » qui lui permet d'affirmer sa filiation poétique. Suit son premier recueil de poésie, les Poèmes de la Mer et du Soleil inspiré par son voyage en Espagne avec Canudo l'année précédente. En 1906, paraît Un amour, première partie de sa trilogie, bien accueillie par la critique. Elle commence sa collaboration avec plusieurs revue, telles que L'Europe Artiste, Le Mercure, La Nouvelle Revue, Le Siècle, La Plume, Gil Blas, Poésia dont le fondateur est Filippo Tommaso Marinetti. Un inceste qui paraît au début de l'année 1907 recueille des réactions très mitigées de la part du public et de la critique, le thème de la mère initiant son fils à l'amour physique étant des plus controversés.

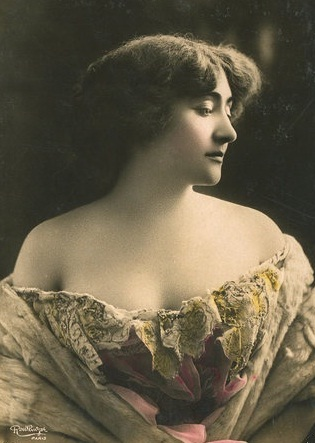
Valentine de Saint-Point.

L'année 1909 est consacrée au théâtre. Le 28 mai, Valentine présente au Théâtre des Arts un drame en un acte, Le Déchu qui sera publié par La Nouvelle Revue. La critique est assassine, mais l'œuvre constitue la première partie de sa trilogie dramatique Le Théâtre de la femme. En 1910, elle publie Une femme et le désir, à la fois roman et confession autobiographique masquée qui lui permet d'exprimer quelques vérités sur la psychologie féminine et le rôle des femmes dans la société. En 1911, elle s'installe dans un atelier au 19 rue de Tourville où son activité artistique se fera plus dense et ses soirées plus courues. Elle participe pour la première fois au Salon des indépendants, où elle exposera peintures et bois gravés jusqu'en 1914[réf. nécessaire].
Le 17 février 1912, elle inaugure ses soirées « apolloniennes » dont la presse se fait l'écho. Rachilde y donne une lecture de sa pièce, Le Vendeur de soleil, Maurice Ravel sa dernière sonatine, Filippo Tommaso Marinetti y récite des poèmes, sont entre autres présents, Philippe Berthelot, Saint-Pol-Roux, Boccioni, Severini, Canudo, Maurice Faure, Florent Schmitt, la comtesse Venturini, Mme Cattule-Mendès, etc. Même esprit le 12 juin avec la lecture de La Révolte de Villiers de l'Isle Adam. Mais cette année 1912 est marquée par la publication du Manifeste de la femme futuriste qu'elle rédige en réaction à certaines idées misogynes contenues dans le Manifeste du futurisme de Filippo Tommaso Marinetti. Elle en donne lecture le 27 juin à la salle Gaveau, entourée des figures de proue du mouvement. Elle y prône une attitude féminine agressive et combattante qu'elle qualifie de « virile », et conceptualise la sur-femme, pendant du sur-homme nietzschéen. Elle y aborde le thème de la luxure, qualifiée de « force », thème qu'elle développera dans un deuxième manifeste, publié un an plus tard, le Manifeste futuriste de la luxure. Ces écrits, traduits dans toute l'Europe, firent du bruit et eurent le mérite de mettre la femme au centre des débats du mouvement futuriste qui en compta dès lors beaucoup dans ses rangs. Mais fidèle à son indépendance intellectuelle, elle déclarera le 7 janvier 1914 dans le Journal des débats :

« Je ne suis pas futuriste et je ne l'ai jamais été ; je n'ai fait partie d'aucune école. »

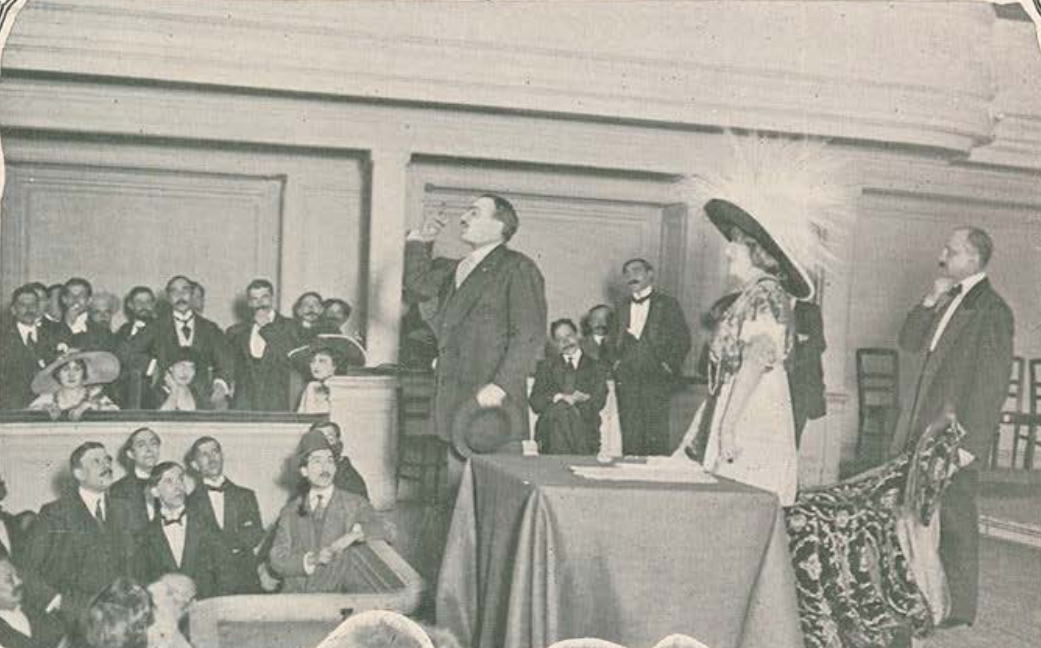
Valentine de Saint-Point, habillée en robe rouge, présente le "Manifeste de la femme futuriste", le 27 juin 1912 à la Salle Gaveau à Paris.

Elle figure néanmoins dans l'organigramme du mouvement futuriste (publié dans Lacerba, 1er mars 1914) en tant que chargée de l'action féminine[réf. nécessaire].
Au début de l'année 1913, Ricciotto Canudo fonde la revue Montjoie !, gazette bimensuelle illustrée qui se proclame Organe de l'impérialisme artistique français. De nombreux artistes, musiciens, écrivains et peintres qui font partie de l'avant-garde y collaborent. Et aux Lundis de Montjoie! à la Chaussée d'Antin se pressent artistes et gens du monde. Dans le numéro du 16 mai est publié l'article de Valentine sur Le Théâtre de la Femme, et c'est au sein de la revue qu'elle construit sa réflexion sur la danse.
Le 20 décembre 1913, elle présente au Théâtre Léon-Poirier (Comédie des Champs-Élysées) la Métachorie, qui se veut une « fusion de tous les arts »[réf. nécessaire].

« J'écris ma danse graphiquement comme une partition d'orchestre. Et, si voulant créer une danse vraiment essentielle, j'ai exprimé l'esprit général de mes poèmes par une stylisation naturellement géométrique, c'est que la géométrie est la science des lignes, c’est-à-dire l'essence même de tous les arts plastiques, comme l'arithmétique est la science du nombre, c’est-à-dire l'essence même des arts rythmiques : musique et poésie. »

Sur des musiques d'Erik Satie (Les pantins dansent), Claude Debussy, Maurice Ravel, Daniel Chennevière (Trois poèmes ironiques et Vision Végétale), elle danse ses poèmes dans des costumes d'inspiration mérovingienne et le visage voilé.

« […] dans la Métachorie, c'est l'idée qui en est l'essence, l'âme. La danse et la musique étant suggérées par elle, on peut donc dire que la Métachorie forme un organisme vivant, dont l'idée est l'âme, la danse le squelette, et la musique la chair. »

— Valentine de Saint-Point dans Montjoie !, janvier-février 1914
Cette danse idéiste aussi nouvelle soit elle, succède néanmoins aux danses serpentines de Loïe Fuller et aux recherches chorégraphiques d'Isadora Duncan[réf. nécessaire].

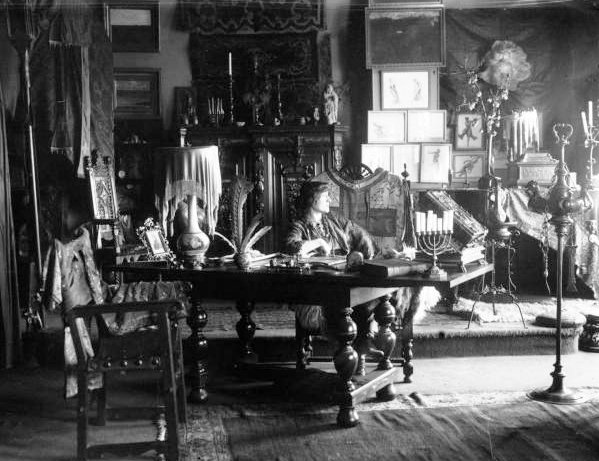
Valentine de Saint-Point dans son salon en 1914.

La Première Guerre mondiale se déclenche. À la déclaration de guerre, Ricciotto Canudo lance avec Guillaume Apollinaire et Blaise Cendrars un appel dans les quotidiens pour mobiliser les étrangers installés à Paris. Il s'engage dans l'armée et combat en Macédoine. Valentine, qui voit ses amis artistes partir au combat, rejoint les rangs de la Croix-Rouge, et travaille auprès de Rodin comme secrétaire. En 1916, elle quitte la France en compagnie de Vivian Postel du Mas et Daniel Chennevière. Ils gagnent l'Espagne où ils passent les mois d'été en compagnie de la communauté d'artistes établie à Barcelone autour de Picabia. En novembre 1916, ils embarquent pour les États-Unis. Le 3 avril 1917, au Metropolitan Opera de New York, elle offre au public new-yorkais un spectacle de danse accompagnée de musique et de lectures de poèmes. Elle étudie la possibilité de créer des centres de danse inspirés de son travail chorégraphique, et donne une série de conférences à travers le pays sur Auguste Rodin, qui est mort peu de temps auparavant[réf. nécessaire].

### Femme libre dans le monde musulman
En 1918, elle rentre en France après un séjour au Maroc, lors duquel elle s'est convertie à l'islam,. De retour à Paris, le monde qu'elle a connu a disparu. Elle renoue avec ses anciens amis et retrouve Canudo qui a été blessé au front; leur relation s'est transformée en amitié. Entre 1919 et 1924, elle fait plusieurs séjours en Corse, où entre lectures, notamment la Doctrine secrète d'Helena Petrovna Blavatsky, et méditations, elle cherche à créer un Collège des élites qui travaillerait à la formation d'un esprit méditerranéen, une fusion de l'Occident et de l'Orient. Le projet échoue. Sa mère meurt à Macon en 1920, et avec elle le dernier lien avec la Bourgogne. Puis en 1923, Canudo meurt à son tour à Paris. En 1924, elle publie son dernier roman, Le Secret des inquiétudes imprégné de théosophie. Elle a presque cinquante ans et plus rien ne la rattache à la France[réf. nécessaire].
Elle part à la fin de l'année 1924, accompagnée de Vivian Postel du Mas et de Jeanne Canudo, la veuve de son ancien amant. Le trio s'installe au Caire où sa notoriété l'a précédée. Elle rejoint un groupe de jeunes auteurs, les Essayistes, qui organisent des débats, des conférences et des évènements théâtraux. Elle collabore à différents journaux comme La Liberté, donne des conférences. Avec Jeanne Canudo, elle crée un « centre idéiste » qui reprend le principe du Collège des élites et lui en laisse l'organisation. Fin 1925, elle lance la publication du Phœnix, revue de la renaissance orientale qui porte un regard critique sur les politiques occidentales au Proche et Moyen-Orient. Elle prend fait et cause pour le monde musulman et soutient le nationalisme arabe, contestant l'impérialisme européen et l'hégémonie culturelle de l'Occident. En 1927, elle rédige la préface d'un ouvrage sur Saad Zaghloul, et en 1928, La Vérité sur la Syrie par un témoin qui sera publié l'année suivante en France. Ses écrits politiques lui valent des inimitiés farouches au sein de la communauté francophone. On l'accuse d'œuvrer contre les intérêts de la France et d'être une espionne à la solde des bolchéviques. Parallèlement, les conférences organisés par le centre idéiste se terminent plusieurs fois par des altercations violentes, ce qui exaspère les autorités égyptiennes qui expulsent Jeanne Canudo et Vivian Postel du Mas[réf. nécessaire].
Fin 1928, après un séjour de deux mois au Liban pour soigner sa santé ébranlée par les attaques dont elle est l'objet, elle est informée à Jérusalem de son interdiction de rentrer en Égypte sous peine d'expulsion. Elle fait appel à Philippe Berthelot, alors secrétaire général du Quai d'Orsay. Son intervention auprès de l'ambassadeur au Caire et des autorités lui permet de rester en Égypte, mais en contrepartie elle doit cesser toute activité politique[réf. nécessaire].
En 1930, elle se lie d'amitié avec René Guénon qui vient de s'installer au Caire. Elle consacre la fin de sa vie à l'étude des religions et à la méditation, et vit dans un grand dénuement donnant quelques consultations de radiesthésie et d'acuponcture. Elle meurt en 1953 à l'âge de 78 ans ; elle est enterrée au cimetière de l'imam El-Leissi, dans la tradition musulmane, sous le nom de Rawhiya Nour-el-Dine (« Zélatrice de la lumière divine »).

## Principales publications

### Poésie
- Poèmes de la mer et du soleil, Succ. Vanier Albert Messein (1905)
- Poèmes d'orgueil, éditions de l'Abbaye & Figuière (1908)
- L’Orbe pâle, Paris, Eugène Figuière, 1911    (Wikisource)
- La Guerre, poème héroïque, Figuière (1912)
- La Caravane des chimères, La Semaine égyptienne, Le Caire (1934)

### Romans
- Trilogie de l'amour et de la mort : Un Amour (1906), Un Inceste (1907), Une mort (1909), Vanier-Messein
- Une femme et le désir, Vanier-Messein (1910)
- La Soif et les Mirages, Figuière (1912)
- Le Secret des inquiétudes, Paris, Albert Messein, 1924    (Wikisource)

### Théâtre
- Le Déchu (pièce en un acte, 1909)
- L'Âme impériale ou l'Agonie de Messaline, tragédie en 3 moments avec musique de scène, précédée du discours sur la tragédie et le vers tragique, Figuière (1929)

### Manifestes, écrits théoriques et essais
- Manifeste de la Femme futuriste, Milan, Direction du mouvement futuriste, 25 mars 1912    (Wikisource)
- Manifeste Futuriste de la Luxure (11 janvier 1913)
- Le Théâtre de la Femme (1913)
- La Métachorie (1913)
- Saad Zaghloul, le "père du peuple" égyptien de Foulad Yéghen, préface de Valentine de Saint-Point, Cahiers de France, (1927)
- La Vérité sur la Syrie par un témoin, Cahiers de France, Nouvelle Série (1929)
- Le Phœnix, Revue de la renaissance orientale, sous la direction de Valentine de Saint-Point (de 1925 à 1927)

### Rééditions
- Manifeste de la femme futuriste, suivi de Manifeste futuriste de la luxure, Amour et luxure, Le Théâtre de la Femme, Mes débuts chorégraphiques, La Métachorie, textes réunis, annotés et postfacés par Jean-Paul Morel, Éditions Mille et une nuits, Paris, 2005

### Monographies (thèses et essais)
- Jacques Reboul, Notes sur la morale d'une "annonciatrice", Valentine de Saint-Point, Eugène Figuière, Paris, 1912
- Henri Le Bret, Essai sur Valentine de Saint-Point, Aloes, Nice, 1923
- Abel Verdier, À la recherche de la vérité, Paris, 1978
- Faouzia Zouari, « Valentine de Saint-Point. Un itinéraire de l'Occident à l'Orient », thèse de doctorat en littérature française, Paris 3, 1984
- Faouzia Zouari, La Caravane des chimères, biographie romancée, Olivier Orban, Paris, 1990
- Faouzia Zouari, Valentine d’Arabie, la nièce oubliée de Lamartine, Editions du Rocher, 2020
- Nancy Gaye Moore, « Valentine de Saint-Point: "La femme intégrale" and her quest for a modern tragic theatre in l'Agonie de Messaline (1907) and la Métachorie (1913) », dissertation for the degree Doctor of Philosophy, Field of Theatre and Drama, Evanston, Illinois, 1997
- Mirella Bentivoglio et Franca Zoccoli, Women Artists of Italian Futurism: Almost Lost to History, Midmarch Arts Press, New York, 1997
- Véronique Richard de la Fuente, Valentine de Saint Point, une poétesse dans l'avant-garde futuriste et méditerranéiste, Édition des Albères, Céret, 2003
- Contarini Silvia, La Femme futuriste. Mythes, modèles et représentations de la femme dans la théorie et la littérature futuristes, Paris, Presses universitaires de Paris 10, 2006
- Adrien Sina, Feminine Futures – Valentine de Saint-Point – Performance, Danse, Guerre, Politique et Érotisme, Les presses du réel, Dijon, 2011. Biennale PERFORMA, New York, 3 novembre, 2009 - 7 janvier, 2010
- Silvia Contarini, « Valentine de Saint-Point: A Futurist Woman? », in International Yearbook of Futurism Studies, Special issue on Women Futurists and Women Artists Influenced by Futurism, dir. G. Berghaus, Birmingham, De Gruyter, 2015, p. 87-110
- Paul-André Claudel, Elodie Gaden (dir.), Valentine de Saint-Point. Des feux de l'avant-garde à l'appel de l'Orient, Rennes, Presses universitaires de Rennes, coll. "Interférences", 2019, 377 p.,  (ISSN 0154-5604) (volume collectif. Articles de Denis Saint-Amand, Caroline Barbier de Reulle, Barbara Meazzi, Marie Cléren, Giulia Mauri, Sherry Buckberrough, Barbara Ballardin, Serge Lorenzo Milan, Giovanni Dotoli, Silvia Contarini, Jocelyn Godiveau, Ilena Antici, Adrien Sina, Frédérique Poissonnier, Daniel Lançon, Alessandra Marchi, Camille Haan, Mathilde Labbé, Pierantonio Zanotti, Maria Sideri, Daniela Brunand).
- Claire Tencin, Alexandra Destais (éditrices), Valentine de Saint-Point, L'ardeur et la conquête, Textes choisis, éditions ardemment, Paris, avril 2025.